# Radiicephalus elongatus
A Radiicephalus elongatus a csontos halak (Osteichthyes) főosztályának sugarasúszójú halak (Actinopterygii) osztályába és a tündöklőhal-alakúak rendjébe és a Radiicephalidae család tartozó egyetlen faj.

## Előfordulása
A tengerekben honos.

## Megjelenése
Testhossza 70–80 centiméter.